# Szeghalom vasútállomás
Szeghalom vasútállomás egy Békés vármegyei vasútállomás, a MÁV üzemeltetésében, Szeghalom településen. A város központjának délnyugati részén található,. közvetlenül a 47-es főút mellett, közúti elérését a főút biztosítja.

## Áthaladó vasútvonalak
- Körösnagyharsány–Vésztő–Gyoma-vasútvonal (127)
- Békéscsaba–Kötegyán–Vésztő–Püspökladány-vasútvonal (128)

## Forgalom
| Járat        | Útvonal | Gyakoriság                            |
| ------------ | --- | ------------------------------------- |
| személyvonat | Püspökladány – Püspökladány-Vásártér – Hosszúhát – Szerep – Sárrétudvari – Biharnagybajom – Füzesgyarmat – Füzesgyarmatfürdő – Szeghalom (– Vésztő)                                                                | Kb. 2 óránként                        |
| személyvonat | Gyoma – Dévaványa – Körösladány – Szeghalom – Vésztő | Napi 5 Gyoma felé, napi 7 Vésztő felé |
| személyvonat | Békéscsaba → Fényes → Bicere → Gyula (→ Gyulai városerdő) → József Szanatórium → Sarkadi Cukorgyár → Sarkad → Kötegyán → Méhkerék → Sarkadkeresztúr → Okány → Vésztő → Szeghalom → Körösladány → Dévaványa → Gyoma | Napi 2 Gyoma felé                     |